# Antonín Knor
Antonín Knor (24. ledna 1908 Stehelčeves – 16. prosince 1971 Prosečnice) byl český archeolog.

## Život
V Kladně vystudoval reálku V roce 1930 nastoupil do Státního archeologického ústavu, kde se stal odborníkem na terénní výzkum. Vypracoval směrnice pro systém archeologického výzkumu. Vedl instruktáže archeologického výzkumu pro posluchače prehistorie Filozofické fakulty Univerzity Karlovy,
V letech 1934 až 1937 působil jako asistent Jaroslava Böhma při výzkumu Starého Hradiska (1934-37). Prováděl samostatné výzkumy – Třebusice (1936), Dolní Věstonice (1947); Hluboké Mašůvky (1947 až 1948). Ve 30. letech 20. století spolupracoval s americkou expedicí na výzkumu výšinného sídliště Homolka u Stehelčevsi, na počátku 50. let se zúčastnil  archeologické expedice Státního archeologického ústavu v Nitrianskom Hrádku. V roce 1958 se zúčastnil expedice, vedené Lumírem Jislem do Mongolska. Provedl výzkum oppida Závist u Prahy. Prováděl archeologické výzkumy na Kladensku, kde byl od roku 1957 vedoucím archeologické skupiny kladenského muzea. 

## Dílo (výběr)
- KNOR, Antonín a BÖHM, Jaroslav, ed. Dolní Věstonice: Výzkum tábořiště lovců mamutů v letech 1945-1947. 1. vydání. Praha: Nakladatelství Československé akademie věd, 1953. 87 stran. Monumenta archeologica, Tomus 2.